# Crkva sv. Ivana Krstitelja u Kaštel Starom
Crkva sv. Ivana Krstitelja u Kaštel Starom predstavlja jedan od najljepših i izrazitih spomenika kulture, s odlikama baroknog stila, na području grada Kaštela.
Kao što je vidljivo iz natpisa na kamenoj ploči ugrađenoj iznad zapadnog portala, crkva je izgrađena 1714. godine o trošku stanovnika Kaštel Staroga i posvećena je sv. Ivanu Krstitelju. 
Izgrađena je na temeljima stare, prve župne crkve s kraja 16. stoljeća.

## Opis
Crkva sv. Ivana Krstitelja u Kaštel Starom podignuta je u 1714. godine na mjestu starije i manje župne crkve. Crkva je jednobrodna građevina longitudinalnog tlocrta s pravokutnom apsidom. Orijentirana je u smjeru istok-zapad, a smještena je zapadno od povijesne jezgre mjesta. Uz južni zid apside 1733. godine izgrađena je sakristija, a 1759. godine uz sjeverni zid je izgrađena kapelica Gospe od Ruzarija. Crkva je izgrađena pravilno klesanim kamenim kvadrima. Na zapadnom pročelju nalazi se glavni portal jednostavnih profilacija nad kojim se nalaze dvije rozete i zvonik na preslicu. Na sjevernom i južnom zidu crkve nalaze se ovalni prozori. Crkva ima pet baroknih oltara.

## Crkva s kraja 16. stoljeća
Arheološka istraživanja provedena 1990. godine potvrdili su da je sadašnja crkva rađena na temeljima starije crkve, te da je proširena prema jugu i zapadu. Da je prva uistinu i bila sagrađena pokazuje i ploča s natpisom o njezinom posvećenju. Ploča je smještena u kamenom podu u blizini južnih vrata današnje crkve. Stare grobne ploče s natpisima iz 17. stoljeća prikazuju sablje, topuze i sjekire, svjedočeći o burnoj prošlosti Kaštela. Najočitiji pokazatelj mjesta gdje se nalazila stara crkve je plan Kaštel Staroga iz 1704. godine. Na planu je crkva izvan zapadnog zida sela. Prema podacima, izgrađena je na zemljištu Ljudevita i Jakova Cega (Celio Cega), čiji se kaštel nalazio u blizini. Dali su je izgraditi Franjo i Ivan Cipiko, unuci Koriolana Cipika osnivača Kaštel Staroga.

## Nova crkva
Nova crkva je posvećana 1723. godine o čemu govori natpis na ploči ugrađenoj nad ulazom sakristije. Izgrađena je u raskošnom, reprezentativnom baroknom stilu, kao i većina kaštelanskih crkava tog razdoblja. Urešena je štukaturama, oltarnim palama, mramornim i drvenim skulpturama, oltarima od raznobojnog mramora, srebrenim svjećnjacima, kandilima, kanonskim tablama i zavjetnim darovima od srebra i zlata.
Svi oltari spominju se u inventaru crkve od 1759. godine. Četiri oltara su postavljena uza zidove i to dva bočno u smjeru sjevera i juga, a druga dva frontalno u odnosu na glavni oltar. Imaju izrazite barokne stilske odlike. Glavni oltar je posvećen Presvetom Sakramentu i sv. Ivanu Krstitelju, bočni oltari su posvećeni Gospi od Ružarija (južni), i sv.Feliciju (do 1806. godine bio je posvećen Gospi od Milosrđa). Frontalni oltari, smješteni uz apsidu crkve, posvećeni su sv. Jeleni Križarici (desni) i sv.Roku (lijevi). Svi su ukrašeni velikim oltarnim palama koje su nabavljene u trenutku izgradnje oltara.

## Oltar sv. Felicija
Izuzetak je pala na oltaru sv.Felicija, koju je naslikao Korčulani Petar Bezzi 1800. god. Unutar ove pale smještena je slika Bogorodice s Djetetom. Radi se o ikoni, slici na dasci iz 17. stoljeća koja stilski pripada italo-kretskoj školi. Danas je konzervirana i restaurirana, skinut je srebreni pokrov, koji je nadodan u 18.st. Predaja kaže da je nadbiskup Grgur Josip Scotti darovao crkvi sliku Bogorodice s Djetetom uokvirenu raskošnim drvenim okvirom u stilu rokokoa i prekrivenu srebrom. Na oltaru sv.Felicija nalazi se i mramorna raka s tijelom svetog Felicija.
Kršćanski mučenik sv. Felicijo (hrv. Srećko) rođen je u Italiji, a svoju mučenićku smrt podnio je u vrijeme cara Dioklecijana 30. kolovoza 304. godine. Pokopan je u velikoj bazilici izgrađenoj blizu grada Ostije, na putu prema Rimu. Zauzimanjem oca konventualca Vicka Puljasa mještanina, kod sv. oca Pija VII. izmoljen je prijenos kompletnog tijela mučenika koje je prevezeno iz Rima u Ankonu, a zatim brodom u Kaštel Stari. Tijelo sveca preneseno je u Kaštel Stari 1804. godine. 
Čudotvornost sveca prenosila se naraštajima. Svjedočenja o ozdravljenjima su mnogobrojni štapovi odbačeni u trenucima ozdravljenja nogu te zavjetni darovi od posrebrenih metalnih pločica u obliku nogu, ruku, očiju....obješenih o svečev oltar. Danas na molbu osoba koje traže svečev zagovor,župnik otvara poklopnice na kamenoj raki.

## Kapelica u crkvi sv. Ivana Krstitelja
Sakristija i kapelica koje se nalaze bočno od glavnog oltara sazidane su naknadno, vjerojatno 1800. kad je kupljen kip Gospe od Ružarija. U kapelici crkve, gdje se nekada nalazio kip Gospe od Ružarija (sada premješten u novu župnu crkvu Gospe od Ružarija), smještene su misnice nadbiskupa Scottija. Nadbiskup Grgur Josip Scotti koji je rođen 1732. godine u Kaštel Starom, sin je Dominika Scottija, koji je bio po zanimanju protomajstor, tj. građevinski poduzetnik. Doselio je u Kaštel Stari iz Splita 1722. godine, te je zajedno s bratom radio po okolnim crkvama. Pouzdanih podataka o graditelju crkve sv. Ivana Krstitelja u Kaštel Starome nemamo, ali je moguće da je to otac nadbiskupa Scottija.

## Zaštita
Pod oznakom Z-3335 zavedena je kao nepokretno kulturno dobro - pojedinačno, pravna statusa zaštićena kulturnog dobra, klasificirano kao "sakralna graditeljska baština".

## Vanjske poveznice
|  | Zajednički poslužitelj ima još gradiva o temi Crkva sv. Ivana Krstitelja u Kaštel Starom |